# 赤水镇 (广昌县)
赤水镇，是中华人民共和国江西省抚州市广昌县下辖的一个乡镇级行政单位。

## 行政区划
赤水镇下辖以下地区：
赤水社区、章甫村、龙水村、天咀村、枫岭村、古源村、沈坊村、留田村、回辛村、上坪村、石良村、杨坊村、大禾村和清潭村。